# Cristóbal Benítez

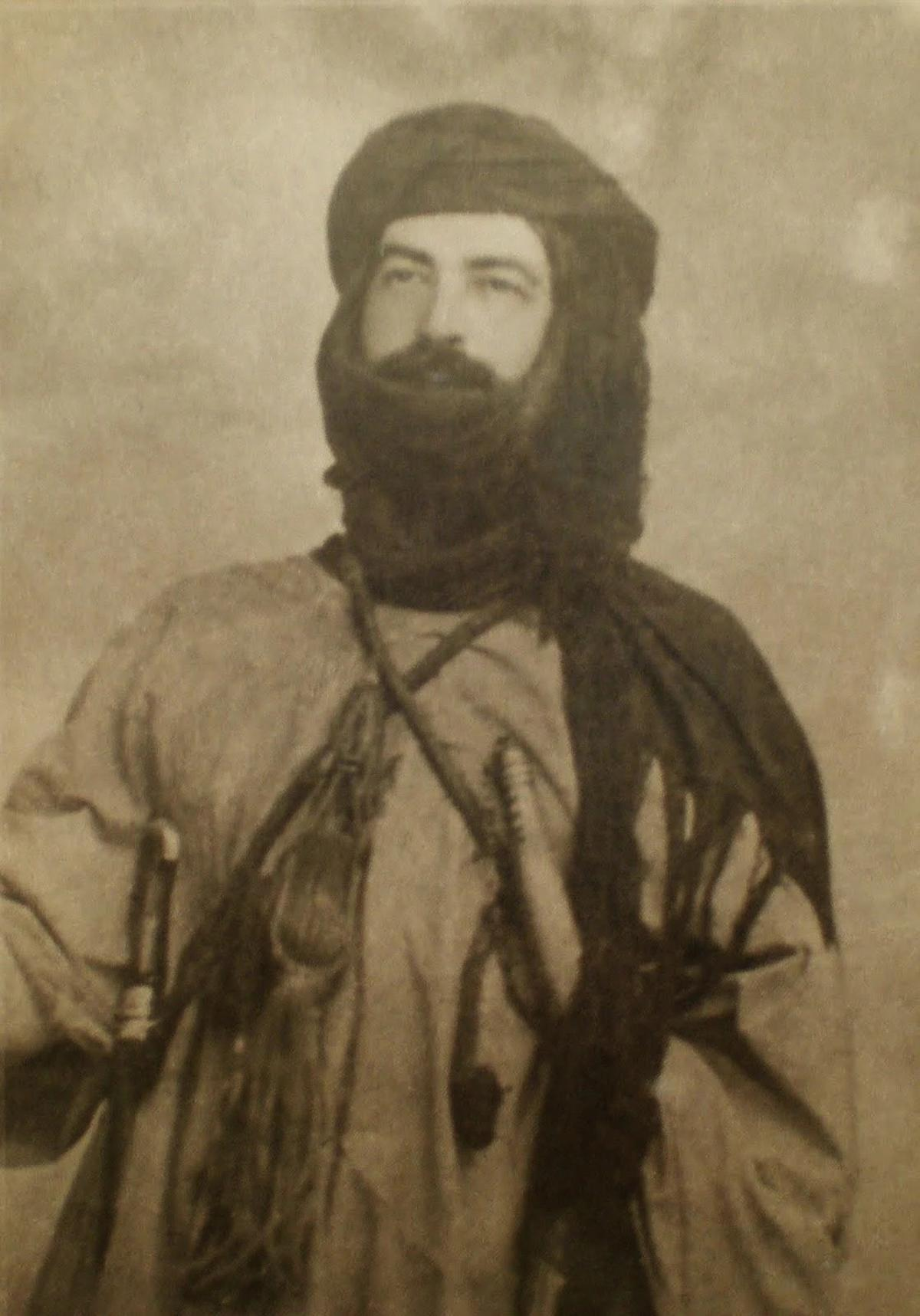
Fotografía de Cristóbal Benítez González, explorador español.

Cristóbal Benítez González, nacido en Alhaurín de la Torre, Málaga, el 19 de junio de 1856, y fallecido el 7 de septiembre de 1924, su sepultura se halla en el cementerio cristiano de Esauira (Mogador), fue un explorador español que recorrió el África Occidental, siendo uno de los primeros europeos en alcanzar la ciudad de Tombuctú. Fue también cónsul español en Mogador.

## Infancia
Siendo aún niño, Cristóbal emigró junto con sus padres a la ciudad del Norte de Marruecos de Tetuán, zona en la que España estaba empezando a introducirse, ocupando dicha ciudad tras la victoria de Wad Ras, logrando ampliar de esta manera su zona de influencia en torno a Ceuta y Melilla, posibilitando que emigrantes españoles se instalaran en el Norte de Marruecos para dedicarse a la extracción del corcho en uno de los alcornocales más importantes del Mediterráneo.

## Como explorador
En 1879 el doctor austríaco Oskar Lenz cuenta con él para iniciar su expedición a Tombuctú, debido entre otras cosas a su conocimiento del árabe y otras lenguas, de las cuales tuvo conocimiento posiblemente por la labor desarrollada por el Padre Lerchundi, sacerdote que llegó a Tetuán en 1861 donde fundó escuelas de enseñanza media y de árabe para residentes españoles.

## Como funcionario de la Administración española
Tras esta expedición, Cristóbal fue nombrado en 1881 intérprete en la aduana de Larache, para ser trasladado posteriormente, el 27 de julio del mismo año, al Consulado español de Mogador, donde ejerció como canciller.
En 1883 participó en la comisión hispano-marroquí destinada a determinar la ubicación exacta del territorio de Santa Cruz de la Mar Pequeña (posteriormente conocido como Sidi Ifni) reclamado por España, recorriendo para ello la costa atlántica de Marruecos a bordo de la goleta Ligera.
Cristóbal Benítez falleció en Mogador el 7 de septiembre de 1924, siendo enterrado en el cementerio portugués de esta ciudad.